# Guillaume de Montmorency-Thoré
Pour les autres membres de la famille, voir famille Montmorency.
Ne doit pas être confondu avec Guillaume de Montmorency.
Guillaume de Montmorency, seigneur de Thoré dit simplement Thoré, est un militaire français des guerres de Religion, cinquième fils du connétable Anne de Montmorency et Madeleine de Savoie, né vers 1546-1547, mort en 1594.

## Biographie
Durant les premières guerres de Religion, il se bat dans l'armée royale contre les protestants. En 1572-1574, il est colonel général de la cavalerie légère.
Après le massacre de la Saint-Barthélemy, il fait partie des groupes d'opposants au régime qu'on appelle les malcontents. Il participe activement aux complots et à la suite de l'échec des opérations il s'enfuit avec son frère Méru (1574). Les deux frères trouvent refuge en Allemagne où ils tentent de lever des troupes. Lors de la cinquième guerre de Religion, ils commandent les mercenaires allemands mais sont battus par l'armée royale à Dormans.
Lors de la dernière guerre de Religion, il prend et défend Senlis contre la Ligue en mai 1589.

## Famille
Il épouse en premières noces Léonore d'Humières (fille de Jean et petite-fille de Jean II d'Humières) en 1561 qui meurt en 1563, peu après l'exécution de Poltrot de Méré. Il se remarie le 4 octobre 1581 avec Anne de Lalaing, décédée en février 1613, dont il a :
- Madeleine de Montmorency (1582-1615), mariée le 19 juin 1597 avec Henri de Luxembourg, duc de Piney, d'où :
  - Marguerite de Luxembourg (19 janvier 1607 – 26 novembre 1680), duchesse de Piney. Elle est mariée le 6 juillet 1620, en premières noces, avec Léon d'Albert (1582-1630 ; frère cadet de Charles, duc de Luynes). Elle est mariée en secondes noces juin 1631 avec Charles-Henri II de Clermont-Tonnerre (1640-1674), comte de Clermont-Tonnerre, fils de Charles-Henri de Clermont-Tonnerre. De ces deux unions sont issus :
    - Henri Léon d'Albert, (1630-1697), duc de Piney.
    - Madeleine de Clermont-Tonnerre, (14 août 1635 – 21 août 1701), duchesse de Piney, mariée le 17 mars 1661 avec François-Henri de Montmorency (1628-1695), maréchal de France, dont elle a :
      - Charles François Frédéric de Montmorency-Luxembourg (1662-1726), duc de Piney,
      - Pierre Henry Thibaud de Montmorency-Luxembourg (1663-1700), abbé de Saint-Michel et d'Orcamps,
      - Paul Sigismond de Montmorency-Luxembourg (1664-1731), duc de Châtillon,
      - Angélique Cunégonde de Montmorency (1666-1736),
      - Christian Louis de Montmorency-Luxembourg (1675-1746), prince de Tingry.

  - Marie-Liesse de Luxembourg (1611-1660), mariée à Henri de Lévis (1596-1651), 3e duc de Ventadour, vice-roi de Nouvelle-France (1625-1627).

## Sources
- Société internationale pour l’étude des femmes de l'Ancien Régime. Hilarion de Coste. Lire en ligne.